# Йирва
Йи́рва или Ирва — река в Республике Коми России, левый приток реки Мезени. Длина реки — 174 км, площадь водосборного бассейна — 2260 км². Питание смешанное, с преобладанием снегового, крупнейшие притоки: правые — Большой Субач, Малый Субач, Оксивож, левые — Пию.
Истоки Йирвы находятся в болотах Мезенско-Вымского водораздела. В верхнем течении течёт в северо-восточном направлении, потом поворачивает на северо-запад. Русло извилистое, течение слабое, берега покрыты лесом. В месте впадения Йирвы в Мезень стоит село Глотово.

## Данные водного реестра
По данным государственного водного реестра России, относится к Двинско-Печорскому бассейновому округу. Речной бассейн реки — Мезень, водохозяйственный участок реки — Мезень от истока до водомерного поста у деревни Малонисогорская.